# 瀨織津姬神
瀨織津姬神（日语：セオリツヒメノカミ）為日本神道的神祇，《記紀》二書並無記載，但《延喜式》大祓詞則記成瀨織津比咩，另有瀨織津媛神、瀨織津比賣神等別名。

## 概要

### 延喜式之記載
根據《延喜式》卷八神祇八祝詞六月晦大祓之記載：
|  | 高山、短山之末與里，佐久那太理爾落多支川，速川能瀬坐須，瀨織津比咩止云神，大海原爾持出奈武 |

翻譯成中文為：
|  | 藉由坐鎮在發源自高、低山之急流漩渦的瀨織津比咩神之力量，將眾人所犯下的罪孽放流至大海之外 |

## 解說
瀨織津姬神乃是《大祓詞》裡記錄的神祇，《記紀》二書從未記載，不過《倭姫命世記》、《天照坐伊勢二所皇太神宮御鎮座次第記》、《伊勢二所皇太神宮御鎮座傳記》、《中臣祓訓解》等書均記載伊勢神宮内宮別宮荒祭宮之祭神別名為「瀨織津姬」；而本居宣長則認為此神與禍津日神乃同一神。此神祇與天照大神頗有淵源，被認為是天照大神的荒御魂（又名「撞賢木厳之御魂天疎向津媛命」〔〕）。比如位於兵庫縣西宮市的廣田神社乃以天照大神荒御魂為主祭神，戰前該神社之歷史源由亦明確記載瀨織津姬神為其主祭神。
神道認為祂是祓戶四神之一，神名意謂著用河川急速的漩渦沖洗滌淨身體的汙穢。一般除認為祂是祓神、水神外，也是瀑布神、河神。也因此，該神明的特徵跟闇龗神、闇罔象神、外來神辯才天等其他的水神相似。

## 信仰
全日本祭祀瀨織津姬神的神社約有5百多座，主要有下列：
- 佐久奈度神社（滋賀縣大津市）
- 瀨織津姬神社（石川縣金澤市）
- 建水分神社（大阪府千早赤阪村）
- 宇奈己呂和気神社（福島縣郡山市）
- 河濯神社（福井縣坂井市）
- 早池峰神社（岩手縣遠野市大工町）：稱為早池峰大神。
- 橋姬神社（京都府宇治市）：通常橋姬沒有名字，但神佛習合之故，這間神社的橋姬卻以瀨織津媛為名。

## 關連項目
- 速秋津日子神與速秋津比賣神
- 水神
- 祓戶大神
- 禍津日神
- 橋姬
- 大祓詞

## 外部連結
- （日語）瀬織津姫神全国祭祀社リスト